# Saint-Coulomb
Saint-Coulomb (en bretó Sant-Kouloum) és un municipi francès, situat a la regió de Bretanya, al departament d'Ille i Vilaine. L'any 2006 tenia 2.306 habitants.

## Demografia
| 1962                                       | 1968  | 1975  | 1982  | 1990  | 1999 |
| ------------------------------------------ | ----- | ----- | ----- | ----- | ---- |
| 1.390                                      | 1.542 | 1.611 | 1.746 | 1.938 | 799  |
| Des de 1962: població sense dobles comptes |       |       |       |       |      |

## Administració
| Període   | Identitat      | Partit |
| --------- | -------------- | ------ |
| 1922-1935 | Jean Collin    |        |
| 1935-1945 | Louis Esnoul   |        |
| 1945-1981 | Louis Frémont  |        |
| 1981-     | Jean Mainguené | UMP    |